# Reserve Naturelle Nationale du Bagnas

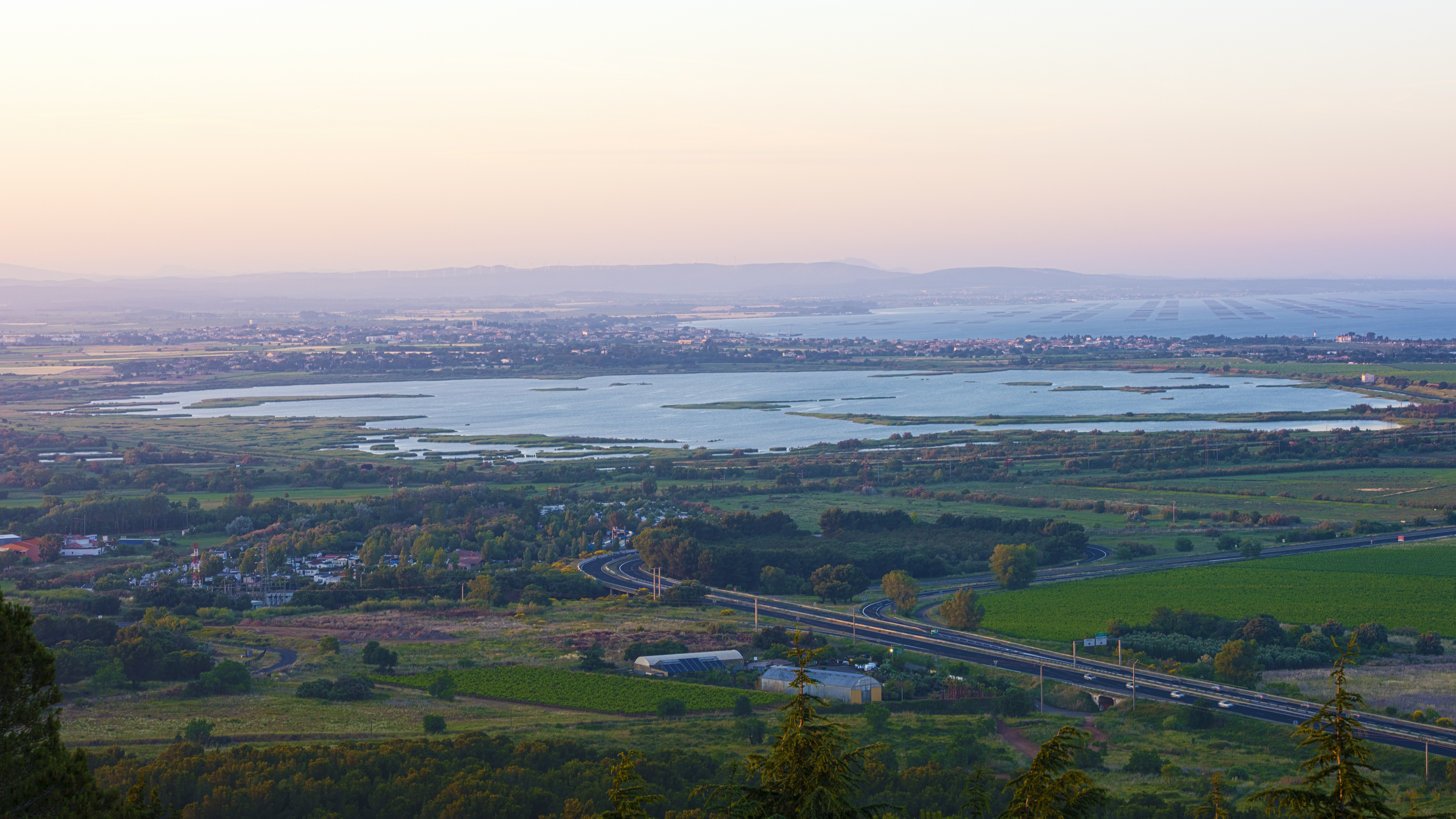
Reserve Naturelle Nationale du Bagnas und Umgebung

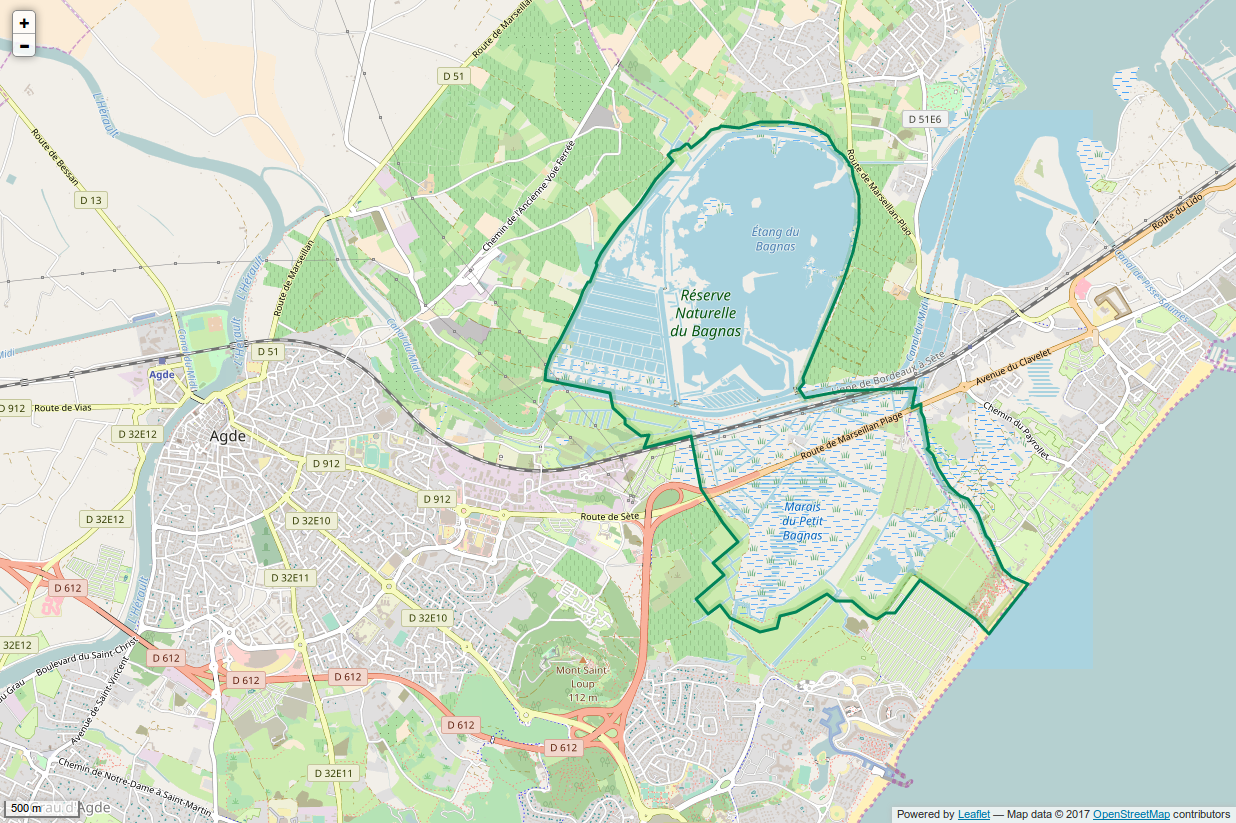
Karte des Reserve Naturelle

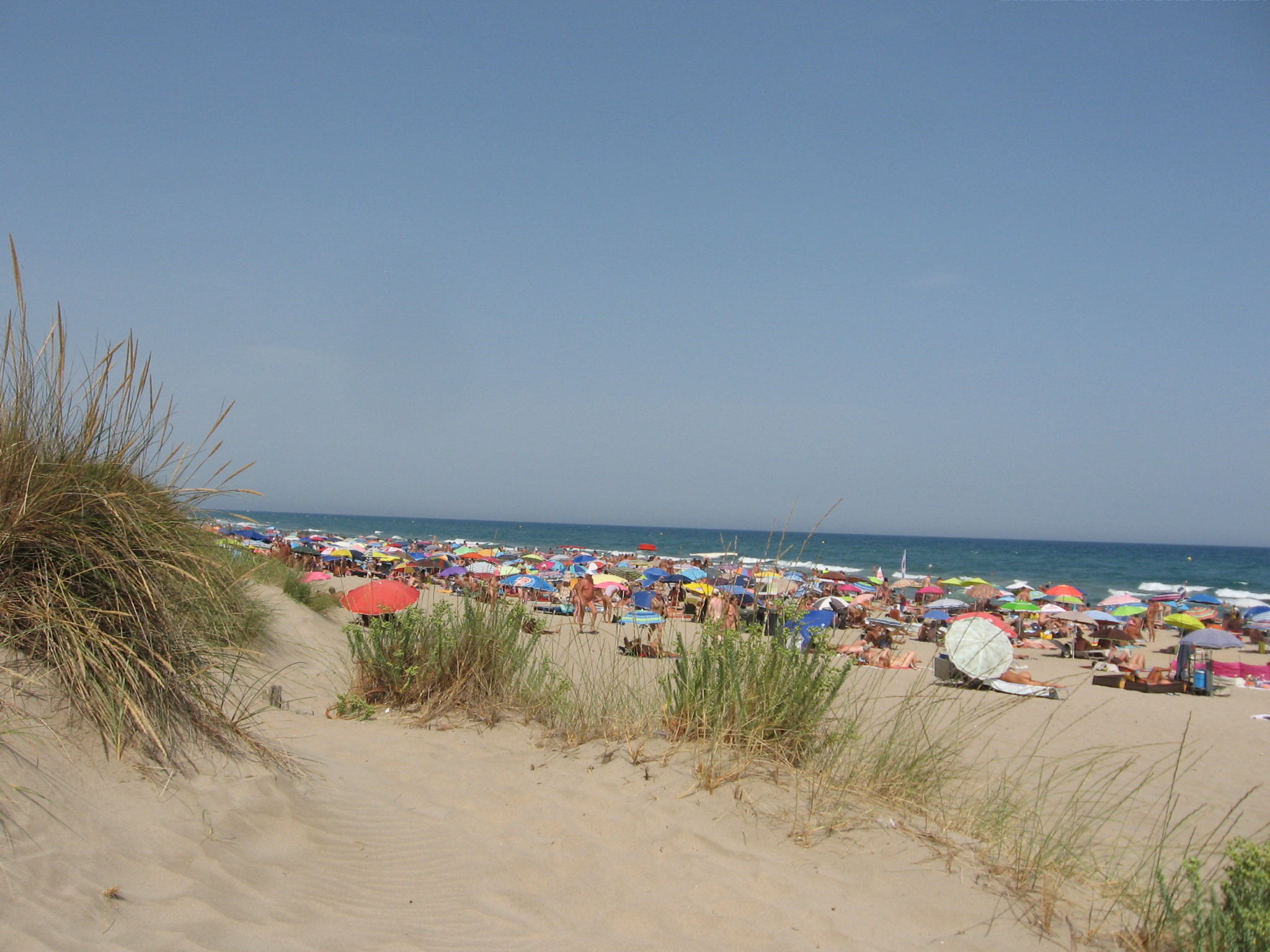
FKK-Strand

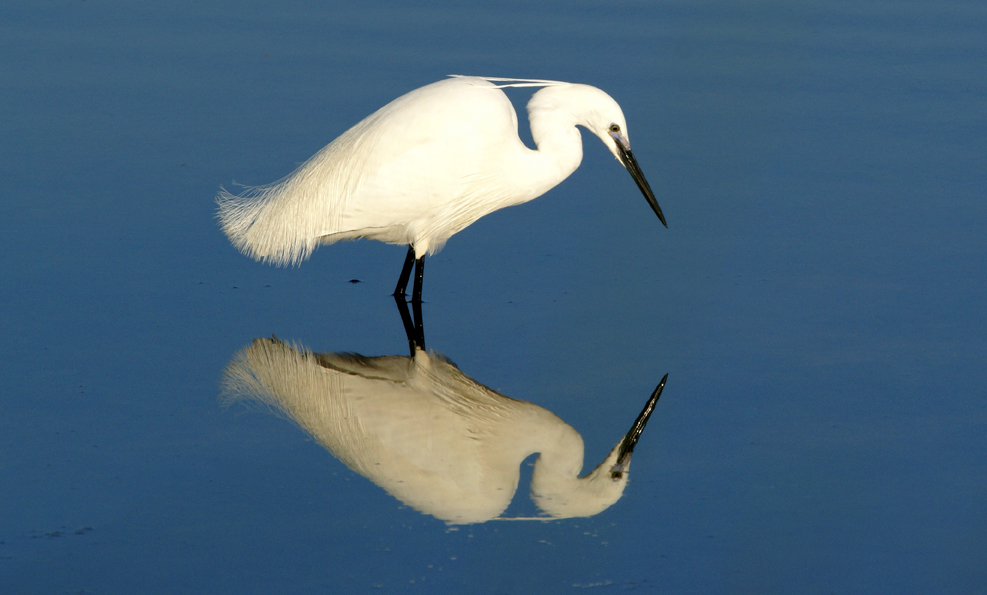
Seidenreiher im Schutzgebiet

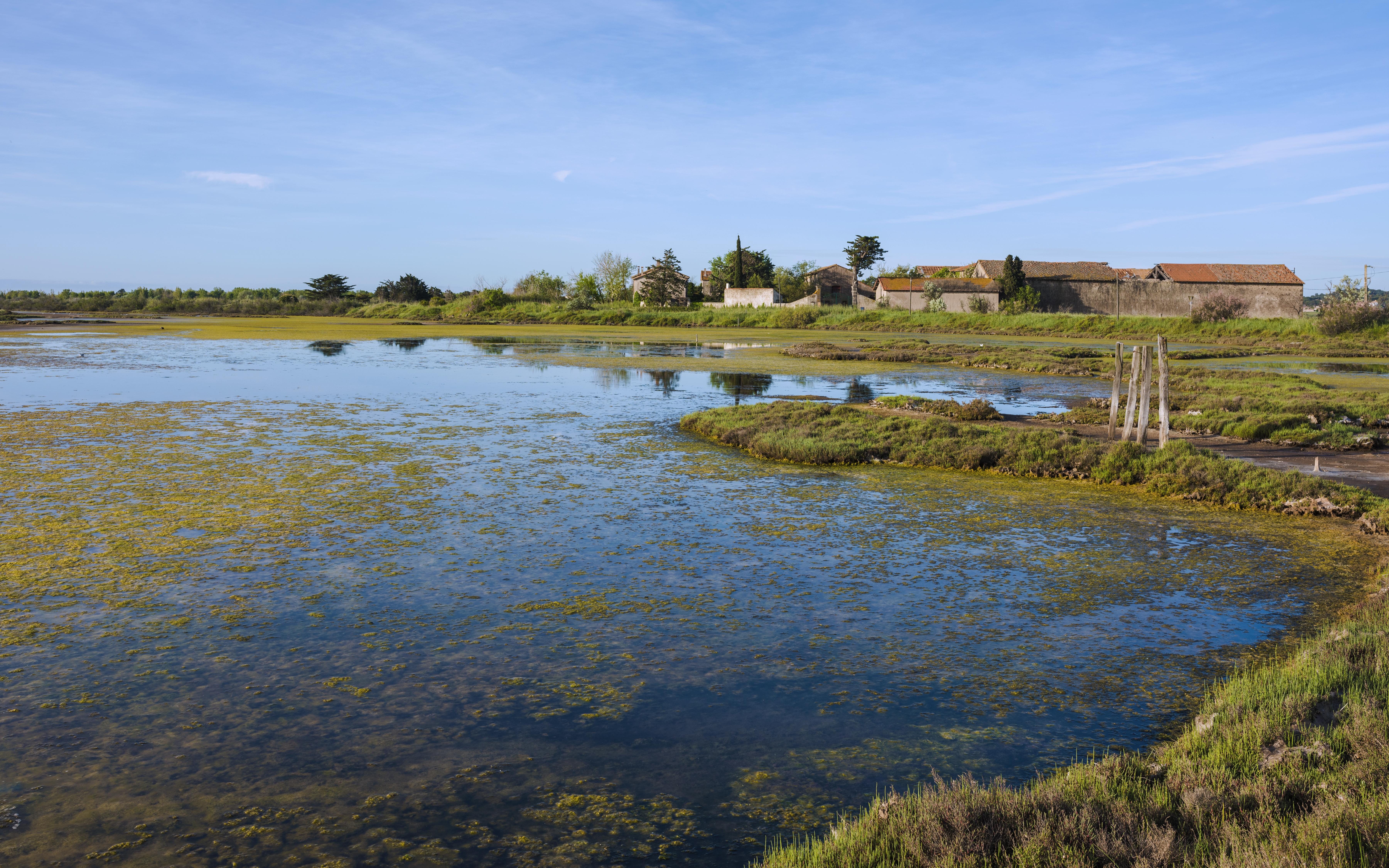
Bagnas mit Verwaltungssitz

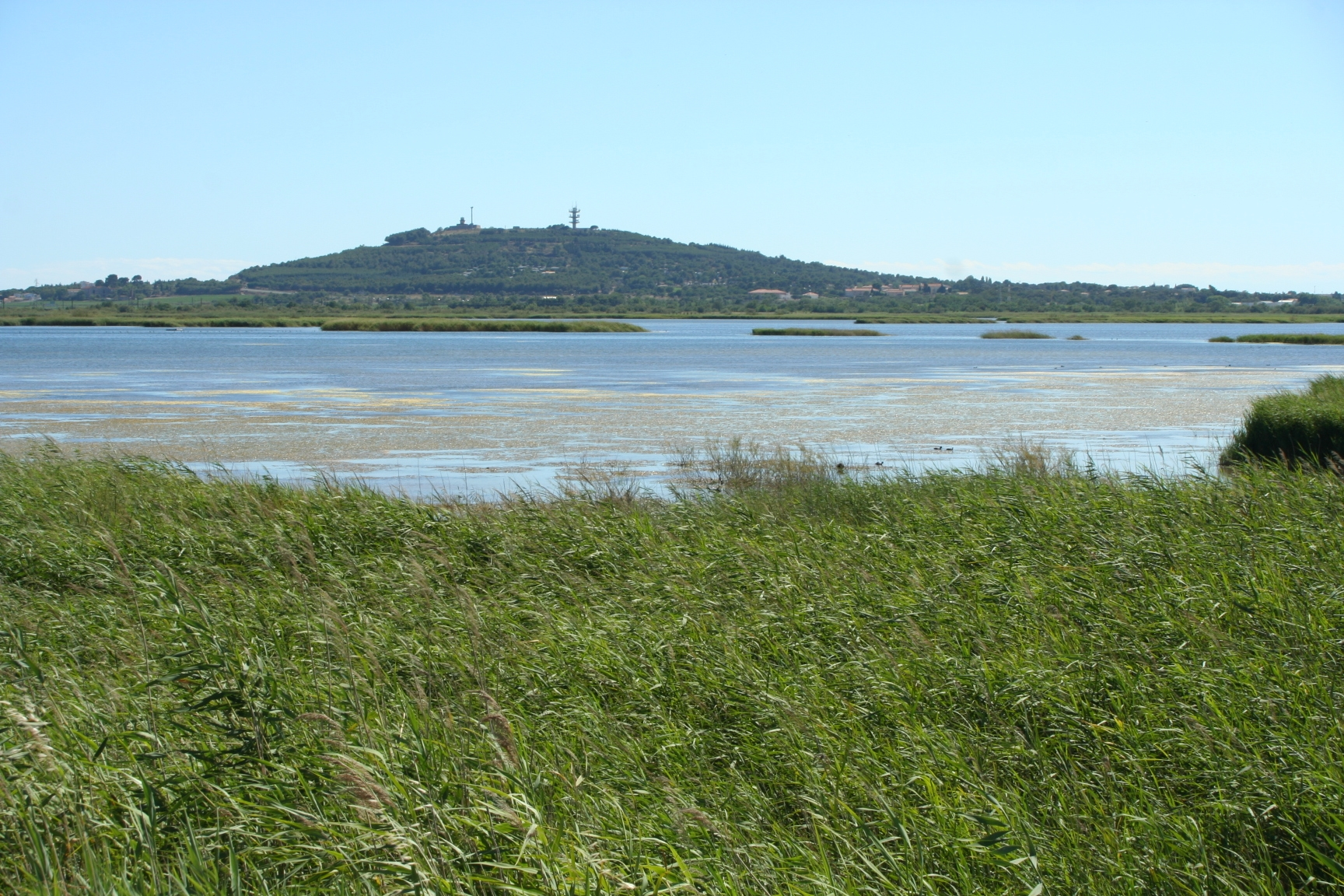
Lagune du Bagnas mit Berg Mont Saint-Loup im Hintergrund

Das Reserve Naturelle Nationale du Bagnas ist ein 561.28 ha großes Schutzgebiet im Osten von Agde bzw. im Südwesten von Marseillan an der Mittelmeerküste im Département Hérault in Frankreich. Wobei nur kleine Bereiche Reserve Naturelle Nationale zum Gemeindegebiet von Marseillan gehören. Das Reserve Naturelle Nationale du Bagnas wurde 1983 ausgewiesen. Ein Reserve Naturelle Nationale ist vergleichbar mit einem Naturschutzgebiet in Deutschland. Das Gebiet ist seit 2004 auch als gleichnamiges FFH-Gebiet und Vogelschutzgebiet ausgewiesen. Das Reserve Naturelle Nationale du Bagnas wird in IUCN-Kategorie IV geführt. Kategorie IV bedeutet Habitat/Species Management Area (übersetzt Biotop-/Artenschutzgebiet mit Management). Also ein Schutzgebiet für dessen Management gezielte Eingriffe erfolgen.
Das Gebiet wird durch die Straße D 612 (früher Teil der Route nationale 112), den Canal du Midi und die Bahnstrecke Bordeaux–Sète zerschnitten. Im Südwesten grenzt das Schutzgebiet an Cap d’Agde, einen Stadtteil von Agde, und die dortige 120 ha große FKK-Anlage Village Naturiste Cap d’Agde. Das Gebiet ist zum Großteil im Eigentum des Vereins Conservatoire du Littoral. Nur der Strandbereich des Schutzgebietes ist als Domaine public maritime français im Besitz der französischen Staates. Dazu kommen im Randbereich auch landwirtschaftliche Privatflächen.
Das Reserve Naturelle Nationale du Bagnas wird vom Verein Association de défense de l’environnement et de la nature des pays d’Agde (ADENA) betreut. Der besondere Wert des Gebietes liegt in der Vogelwelt. Bisher wurden 250 verschiedene Vogelarten nachgewiesen.

## Geländebeschreibung
Nördlich des Canal du Midi befindet sich die große offene Wasserfläche der Lagune Entang du Bagnas. Im nordwestlichen Bereich befinden sich überwiegend künstlich angelegte Fischteiche. An den Gewässern finden sich große Bestände von Röhricht mit Schilfrohr. Im südlichen Bereich befinden sich temporäre Sümpfe, kleine Wälder mit Tamarisken und Salzwiesen. Im Randbereichen befinden sich auch Felder, Weinberge und Weiden. Ganz im Süden liegt ein Bereich mit Dünen und Mittelmeer-Strand. Der 400 m lange Strandbereich wird als FKK-Strand genutzt. Westlich des Reserve Naturelle Nationale du Bagnas geht der FKK-Strand noch 2 km weiter bis zur Hafeneinfahrt zum Yachthafen Port Ambonne. Der gesamte FKK-Strand wird von Besuchern des Village Naturiste Cap d’Agde genutzt.

## Vogelwelt
Es wurden 250 verschiedene Vogelarten nachgewiesen. 200 Vogelarten nutzten das Gebiet regelmäßig. Einige Vögel sind ganzjährig im Gebiet, andere sind nur zum Brüten, auf dem Durchzug oder zur Überwinterung. Bis zu 6.000 Wasservögel wurden im Winter gleichzeitig im Gebiet gezählt.
Es wurden von selteneren Rallen-, Taucher- und Entenarten die Arten Purpurhuhn, Wasserralle, Zwergtaucher, Schwarzhalstaucher, Pfeifente, Moorente, Brandgans und Kolbenente regelmäßig im Reserve Naturelle nachgewiesen.
Im Folgenden einige seltenere Vogelarten, welche jedes Jahr im Gebiet zu finden sind.
Die Reiher und andere große Wasservögel sind durch Rohrdommel, Zwergdommel, Nachtreiher, Kuhreiher, Purpurreiher, Rallenreiher, Silberreiher, Seidenreiher, Löffler, Weißstorch, Rosaflamingo und Kranich vertreten.
Es kommen die Greifvogelarten Rohrweihe, Kornweihe, Wiesenweihe, Schlangenadler, Mäusebussard, Wespenbussard, Schwarzmilan, Zwergadler, Sperber, Fischadler, Baumfalke, Merlin und Wanderfalke vor.
Unter Watvögel, gibt es Zwergstrandläufer, Flussregenpfeifer, Seeregenpfeifer, Bruchwasserläufer, Rotschenkel, Dunkler Wasserläufer, Flussuferläufer, Waldwasserläufer, Grünschenkel, Uferschnepfe, Stelzenläufer, Säbelschnäbler und Goldregenpfeifer.
Die Seeschwalben sind mit Arten wie Lachseeschwalbe, Flussseeschwalbe und Weißbartseeschwalbe vertreten.
Dann gibt ferner den Häherkuckuck, Eisvogel und Bienenfresser im Gebiet.
An seltenen Singvogelarten sind Beutelmeise, Brachpieper, Mariskenrohrsänger, Blaukehlchen und Drosselrohrsänger zu finden.

## Sonstiges
Im Schutzgebiet werden Führungen angeboten. Im Maison de la Reserve, Sitz der Schutzgebietsverwaltung (Domaine de Grand Chavellt an der Straße D 612), gibt es eine Ausstellung und Informationen in französischer Sprache. Im Schutzgebiet verlaufen zahlreiche Wege. Die Wege sind für Fahrzeuge gesperrt. Sie dürfen von Besuchern zu Fuß oder mit dem Fahrrad genutzt werden.